# فالي فالس (رود آيلاند)
فالي فالس (بالإنجليزية: Valley Falls, Rhode Island)‏ هي بلدة أمريكية وأماكن مخصصة للتعداد تقع في الولايات المتحدة في مقاطعة بروفيدانس. يقدر عدد سكانها بـ 11,547 نسمة ومساحتها 9.5 كم2 وترتفع عن سطح البحر 32 متر.

## التركيبة السكانية
حدّد مكتب تعداد الولايات المتحدة بيانات التركيبة السكانية لفالي فالس في تعداد الولايات المتحدة. في ما يلي، التركيبة السكانية حسب تعدادي 2000 و2010.

### تعداد عام 2000
بلغ عدد سكان فالي فالس 11,599 نسمة بحسب تعداد عام 2000، وبلغ عدد الأسر 4,494 أسرة وعدد العائلات 3,260 عائلة مقيمة في المنطقة السكنية. في حين سجلت الكثافة السكانية 1,220.9 نسمة لكل كيلومتر مربع (3,162.1/ميل2). وبلغ عدد الوحدات السكنية 4,668 وحدة بمتوسط كثافة قدره 491.4 لكل كيلومتر مربع (1,272.7/ميل2).
وتوزع التركيب العرقي للمنطقة السكنية بنسبة 95.88% من البيض و0.83% من الأمريكيين الأفارقة و0.11% من الأمريكيين الأصليين و0.52% من الأمريكيين ذوي الأصول الآسيوية و1.42% من الأعراق الأخرى و1.24% من عرقين مختلطين أو أكثر و3.94% من الهسبانيون أو اللاتينيون من أي عرق.
بلغ عدد الأسر 4,494 أسرة كانت نسبة 34.2% منها لديها أطفال تحت سن الثامنة عشر تعيش معهم، وبلغت نسبة الأزواج القاطنين مع بعضهم البعض 57.3% من أصل المجموع الكلي للأسر، ونسبة 11.4% من الأسر كان لديها معيلات من الإناث دون وجود شريك، بينما كانت نسبة 3.8% من الأسر لديها معيلون من الذكور دون وجود شريكة وكانت نسبة 27.5% من غير العائلات. تألفت نسبة 23.5% من أصل جميع الأسر من عدة أفراد يعيشون في نفس المنزل ونسبة 11.5% كانت تتألف من شخص يعيش بمفرده يبلغ من العمر 65 عاماً أو أكثر. وبلغ متوسط حجم الأسرة المعيشية 2.57، أما متوسط حجم العائلات فبلغ 3.05.
بلغ العمر الوسطي للسكان 38.9 عاماً. وكانت نسبة 23.3% من القاطنين تحت سن الثامنة عشر، وكانت نسبة 7.1% بين الثامنة عشر والرابعة والعشرين عاماً، ونسبة 30.4% كانت واقعةً في الفئة العمرية ما بين الخامسة والعشرين والرابعة والأربعين عاماً، ونسبة 22.8% كانت ما بين الخامسة والأربعين والرابعة والستين، ونسبة 15.9% كانت ضمن فئة الخامسة والستين عاماً فما فوق. يوجد لكل 100 أنثى 90.9 ذكر، ويوجد لكل 100 أنثى في الثامنة عشر من عمرها فما فوق 88.7 ذكر.
بلغ متوسط دخل الأسرة في المنطقة السكنية 46,163 دولارًا، أما متوسط دخل العائلة فبلغ 52,414 دولارًا. وكان متوسط دخل الذكور 35,334 دولارًا مقابل 25,422 دولارًا للإناث. وسجل دخل الفرد الخاص بالمنطقة السكنية 20,373 دولارًا. وكانت نسبة 3.8% من العائلات ونسبة 5% من السكان تحت خط الفقر، وكان من هؤلاء نسبة 4.7% تحت سن الثامنة عشر ونسبة 10.6% في الخامسة والستين من العمر وما فوق.

### تعداد عام 2010
بلغ عدد سكان فالي فالس 11,547 نسمة بحسب تعداد عام 2010، وبلغ عدد الأسر 4,536 أسرة وعدد العائلات 3,197 عائلة مقيمة في المنطقة السكنية. في حين سجلت الكثافة السكانية 1,215.5 نسمة لكل كيلومتر مربع (3,148.1/ميل2). وبلغ عدد الوحدات السكنية 4,807 وحدة بمتوسط كثافة قدره 506 لكل كيلومتر مربع (1,310.5/ميل2).
وتوزع التركيب العرقي للمنطقة السكنية بنسبة 91.68% من البيض و1.92% من الأمريكيين الأفارقة و0.55% من الأمريكيين الأصليين و0.88% من الأمريكيين ذوي الأصول الآسيوية و0.02% من سكان جزر المحيط الهادئ و2.65% من الأعراق الأخرى و2.29% من عرقين مختلطين أو أكثر و7.90% من الهسبانيون أو اللاتينيون من أي عرق.
بلغ عدد الأسر 4,536 أسرة كانت نسبة 31.6% منها لديها أطفال تحت سن الثامنة عشر تعيش معهم، وبلغت نسبة الأزواج القاطنين مع بعضهم البعض 52.7% من أصل المجموع الكلي للأسر، ونسبة 13.1% من الأسر كان لديها معيلات من الإناث دون وجود شريك، بينما كانت نسبة 4.7% من الأسر لديها معيلون من الذكور دون وجود شريكة وكانت نسبة 29.5% من غير العائلات. تألفت نسبة 24.5% من أصل جميع الأسر من عدة أفراد يعيشون في نفس المنزل ونسبة 10.4% كانت تتألف من شخص يعيش بمفرده يبلغ من العمر 65 عاماً أو أكثر. وبلغ متوسط حجم الأسرة المعيشية 2.53، أما متوسط حجم العائلات فبلغ 3.01.
بلغ العمر الوسطي للسكان 41.9 عاماً. وكانت نسبة 21.4% من القاطنين تحت سن الثامنة عشر، وكانت نسبة 7.5% بين الثامنة عشر والرابعة والعشرين عاماً، ونسبة 25.6% كانت واقعةً في الفئة العمرية ما بين الخامسة والعشرين والرابعة والأربعين عاماً، ونسبة 29.9% كانت ما بين الخامسة والأربعين والرابعة والستين، ونسبة 15.7% كانت ضمن فئة الخامسة والستين عاماً فما فوق. وتوزع التركيب الجنسي للسكان بنسبة 48% ذكور و52% إناث.

## أعلام
- مالكوم غرين شاس